# Lipovac (planinski vrh)
Lipovac jedan od vrhova hrvatske planine Papuk, koji se proteže kroz Slavoniju u Hrvatskoj.
Lipovac je visok 791 metara i nalazi se u Požeško-slavonskoj županiji u jugozapadnom dijelu Parka prirode Papuk sjeverozapadno od Velike.